# Philosophica
Philosophica: Enciclopedia filosófica on line è un sito web in lingua spagnola con contenuti di argomento filosofico, gestito da  professori della Facoltà di Filosofia della Pontificia Università della Santa Croce di Roma.
Le voci dell'enciclopedia on line riguardano filosofi di ogni epoca storica e secondo gli autori dovrebbero "riferire nel modo più completo, obiettivo, chiaro, esatto e conciso possibile su un argomento specifico, ma senza cadere nell'erudizione".